# Adrián Ramos
Gustavo Adrián Ramos Vásquez známý jako Adrián Ramos  (* 22. ledna 1986, Santander de Quilichao, Kolumbie) je bývalý kolumbijský fotbalový útočník. Účastník Mistrovství světa 2014 v Brazílii.

## Klubová kariéra
Adrián Ramos hrál v Kolumbii nejprve za klub América de Cali, odkud byl zapůjčen na hostování do venezuelského Trujillanos FC a poté do kolumbijského Independiente Santa Fe.
V létě 2009 odešel do Evropy do německého klubu Hertha BSC Berlin.
V červenci 2014 přestoupil do jiného bundesligového celku Borussia Dortmund. Před sezonou 2014/15 vyhrál s Borussií první trofej – DFL-Supercup 2014 proti Bayernu Mnichov (výhra 2:0).

## Reprezentační kariéra
Ramos reprezentoval Kolumbii v mládežnických výběrech. S reprezentací do 17 let se zúčastnil se Mistrovství světa hráčů do 17 let 2003 ve Finsku, kde Kolumbie obsadila 4. místo.
V národním A-týmu Kolumbie debutoval v roce 2008.
Argentinský trenér Kolumbie José Pékerman jej povolal na Mistrovství světa 2014 v Brazílii, kde Kolumbie obsadila v základní skupině C s plným počtem 9 bodů první místo po výhrách 3:0 s Řeckem, 2:1 s Pobřežím slonoviny a 4:1 s Japonskem. V osmifinále proti Uruguayi (výhra 2:0) se dostal na hřiště v 85. minutě. Ve čtvrtfinále proti Brazílii Kolumbijci na dalšího jihoamerického soupeře již nestačili a prohráli 1:2. Ramos nastoupil ve druhém poločase.